# DJ-Kicks
 (avril 2018).
Si vous disposez d'ouvrages ou d'articles de référence ou si vous connaissez des sites web de qualité traitant du thème abordé ici, merci de compléter l'article en donnant les références utiles à sa vérifiabilité et en les liant à la section « Notes et références ».
DJ-Kicks (stylisé en DJ-KiCKS sur toutes les pochettes) est une série de compilations de techno et de house music, commencée en 1995, mixées par des artistes du monde entier et produites pour le label indépendant allemand Studio !K7.

## Historique
DJ-Kicks débute en 1993 en tant que compilation de mixes électroniques de style DJ mix dans les genres de la techno ou de la house, avec le côté novateur d'être destiné à un public d'écoute à la maison. La première compilation est publiée en 1995.
Deux ans plus tard, le choix des compilateurs et des genres est élargi. En plus des DJ, de plus en plus de producteurs (comme Terranova), de remixers (comme Kruder und Dorfmeister), de groupes (comme les Stereo MC's) et de musiciens (comme Nicolette (en)) compilent les albums DJ-Kicks.
La musique actuelle commence également à varier énormément, allant du son jazz de Trüby Trio (en) à la drum and bass agressive de Kemistry & Storm (en). Pourtant, toutes les contributions restent largement dans le genre de la musique électronique.
La première sortie officielle de DJ-Kicks est celle de CJ Bolland en 1995 et la série est toujours régulièrement étendue.
En mars 2018, il y a 62 volumes dans la série, avec un taux de publication d'environ deux à trois nouvelles entrées minimum chaque année. 2017 étant une année particulièrement riche avec six nouveaux albums, plus que toute autre année.
Certains mixes DJ-Kicks sont très populaires et comptent parmi les albums réguliers du compilateur, notamment celui de Kruder und Dorfmeister. Les contributions d'Erlend Øye, Four Tet, James Holden, John Talabot, DJ Koze et Moodymann ont également été particulièrement appréciées[réf. nécessaire].
La collection est surnommée « la plus importante série de DJ mix jamais créée » par le magazine britannique Mixmag[réf. nécessaire].
La 26e sortie, DJ-Kicks: The Exclusives (en), est une compilation spéciale Best of regroupant une sélection des titres originaux des DJs qui ont mixé les précédentes productions de la série.

## Albums de la série
| no | Album                                     | Artiste                                         | Sortie            | Référence catalogue |
| -- | ----------------------------------------- | ----------------------------------------------- | ----------------- | ------------------- |
| 1  | DJ-Kicks: C. J. Bolland (en)              | CJ Bolland                                      | 4 septembre 1995  | !K7038              |
| 2  | DJ-Kicks: Carl Craig (en)                 | Carl Craig                                      | 25 mars 1996      | !K7042              |
| 3  | DJ-Kicks: Claude Young (en)               | Claude Young                                    | 3 juin 1996       | !K7045              |
| 4  | DJ-Kicks: Kruder & Dorfmeister (en)       | Kruder und Dorfmeister                          | 19 août 1996      | !K7046              |
| 5  | DJ-Kicks: Stacey Pullen                   | Stacey Pullen                                   | 14 octobre 1996   | !K7049              |
| 6  | DJ-Kicks: Nicolette (en)                  | Nicolette (en)                                  | 10 mars 1997      | !K7054              |
| 7  | DJ-Kicks: The Black Album (en)            | Rockers Hi-Fi (en)                              | 19 mai 1997       | !K7056              |
| 8  | DJ-Kicks: DJ Cam (en)                     | DJ Cam                                          | 18 novembre 1997  | !K7060              |
| 9  | DJ-Kicks: Terranova (en)                  | Terranova                                       | 19 janvier 1998   | !K7064              |
| 10 | DJ-Kicks: Smith & Mighty (en)             | Smith & Mighty                                  | 9 mars 1998       | !K7065              |
| 11 | DJ-Kicks: Andrea Parker (en)              | Andrea Parker                                   | 31 août 1998      | !K7071              |
| 12 | DJ-Kicks: Kemistry & Storm (en)           | Kemistry & Storm (en)                           | 25 janvier 1999   | !K7074              |
| 13 | DJ-Kicks: Thievery Corporation (en)       | Thievery Corporation                            | 10 mai 1999       | !K7076              |
| 14 | DJ-Kicks: Kid Loco                        | Kid Loco                                        | 18 octobre 1999   | !K7081              |
| 15 | DJ-Kicks: Stereo MC's (en)                | Stereo MC's                                     | 27 mars 2000      | !K7082              |
| 16 | DJ-Kicks: Nightmares on Wax (en)          | Nightmares on Wax                               | 2 octobre 2000    | !K7093              |
| 17 | DJ-Kicks: Trüby Trio (en)                 | Trüby Trio (en)                                 | 27 août 2001      | !K7104              |
| 18 | DJ-Kicks: Vikter Duplaix (en)             | Vikter Duplaix (en)                             | 28 janvier 2002   | !K7115              |
| 19 | DJ-Kicks: Playgroup (en)                  | Playgroup (en)                                  | 1er juillet 2002  | !K7127              |
| 20 | DJ-Kicks: Tiga (en)                       | Tiga                                            | 1er décembre 2002 | !K7142              |
| 21 | DJ-Kicks: Chicken Lips (en)               | Chicken Lips (en)                               | 3 novembre 2003   | !K7155              |
| 22 | DJ-Kicks: Erlend Øye (en)                 | Erlend Øye                                      | 19 avril 2004     | !K7161              |
| 23 | DJ-Kicks : Daddy G                        | Daddy G (de Massive Attack)                     | 25 octobre 2004   | !K7170              |
| 24 | DJ-Kicks: The Glimmers (en)               | The Glimmers                                    | 11 avril 2005     | !K7178              |
| 25 | DJ-Kicks: Annie (en)                      | Annie                                           | 17 octobre 2005   | !K7190              |
| —  | DJ-Kicks: The Exclusives (en)             | Sélection de titres des précédentes productions | 27 février 2006   | !K7200              |
| 26 | DJ-Kicks: Four Tet (en)                   | Four Tet                                        | 26 juin 2006      | !K7203              |
| 27 | DJ-Kicks: Henrik Schwarz (en)             | Henrik Schwarz                                  | 16 octobre 2006   | !K7207              |
| 28 | DJ-Kicks: Hot Chip (en)                   | Hot Chip                                        | 21 mai 2007       | !K7213              |
| 29 | DJ-Kicks: Booka Shade (en)                | Booka Shade                                     | 22 octobre 2007   | !K7222              |
| 30 | DJ-Kicks: Chromeo (en)                    | Chromeo                                         | 28 septembre 2009 | !K7247              |
| 31 | DJ-Kicks : Juan Maclean                   | The Juan MacLean (en)                           | avril 2010        | !K7255              |
| 32 | DJ-Kicks : James Holden                   | James Holden                                    | 25 mai 2010       | !K7261              |
| 33 | DJ-Kicks : Kode9                          | Kode9                                           | 22 juin 2010      | !K7262              |
| 34 | DJ-Kicks : Apparat                        | Apparat                                         | 25 octobre 2010   | !K7270              |
| 35 | DJ-Kicks : Wolf + Lamb vs Soul Clap       | Wolf + Lamb, Soul Clap (en)                     | 15 mars 2011      | !K7283              |
| 36 | DJ-Kicks : Motor City Drum Ensemble       | Motor City Drum Ensemble                        | juillet 2011      | !K7285              |
| 37 | DJ-Kicks : Scuba                          | Scuba (en)                                      | 17 octobre 2011   | !K7291              |
| 38 | DJ-Kicks : Gold Panda                     | Gold Panda                                      | 7 novembre 2011   | !K7292              |
| —  | DJ-Kicks: The Exclusives Vol. II          | Sélection de titres des précédentes productions | 5 mars 2012       | !K7300              |
| 39 | DJ-Kicks : Photek                         | Photek                                          | 26 mars 2012      | !K7293              |
| 40 | DJ-Kicks : Maya Jane Coles                | Maya Jane Coles                                 | 16 avril 2012     | !K7295              |
| 41 | DJ-Kicks : Digitalism                     | Digitalism                                      | 22 juin 2012      | !K7298              |
| 42 | DJ-Kicks : Hercules and Love Affair       | Hercules and Love Affair                        | 26 octobre 2012   | !K7301              |
| 43 | DJ-Kicks : Maceo Plex                     | Maceo Plex                                      | 29 avril 2013     | !K7306              |
| 44 | DJ-Kicks : John Talabot                   | John Talabot                                    | 8 novembre 2013   | !K7312              |
| 45 | DJ-Kicks : Breach                         | Breach                                          | 15 novembre 2013  | !K7314              |
| 46 | DJ-Kicks: Brandt Brauer Frick (en)        | Brandt Brauer Frick                             | 21 février 2014   | !K7311              |
| 47 | DJ-Kicks : Will Saul                      | Will Saul (en)                                  | 16 juin 2014      | !K7316              |
| 48 | DJ-Kicks : Nina Kraviz                    | Nina Kraviz                                     | janvier 2015      | !K7315              |
| 49 | DJ-Kicks : Actress                        | Actress (en)                                    | mai 2015          | !K7319              |
| 50 | DJ-Kicks : DJ Koze                        | DJ Koze                                         | juin 2015         | !K7325              |
| 51 | DJ-Kicks : Seth Troxler                   | Seth Troxler                                    | octobre 2015      | !K7324              |
| 52 | DJ-Kicks : Moodymann                      | Moodymann                                       | février 2016      | !K7327              |
| 53 | DJ-Kicks : Dâm-Funk                       | Dâm-Funk                                        | 27 mai 2016       | !K7332              |
| 54 | DJ-Kicks : Jackmaster                     | Jackmaster (en)                                 | 8 juillet 2016    | !K7335              |
| 55 | DJ-Kicks : Marcel Dettmann                | Marcel Dettmann                                 | 14 octobre 2016   | !K7340              |
| 56 | DJ-Kicks : Daniel Avery                   | Daniel Avery                                    | 11 novembre 2016  | !K7342              |
| 57 | DJ-Kicks : Matthew Dear                   | Matthew Dear                                    | 27 janvier 2017   | !K7346              |
| 58 | DJ-Kicks : Michael Mayer                  | Michael Mayer                                   | 16 mai 2017       | !K7348              |
| —  | DJ-Kicks: The Exclusives Vol. III         | Sélection de titres des précédentes productions | 2 juin 2017       | !K7357              |
| 59 | DJ-Kicks : DJ Tennis                      | DJ Tennis                                       | 14 juillet 2017   | !K7338              |
| 60 | DJ-Kicks : Lone                           | Lone                                            | 29 septembre 2017 | !K7353              |
| 61 | DJ-Kicks : Kerri Chandler                 | Kerri Chandler                                  | 20 octobre 2017   | !K7358              |
| 62 | DJ-Kicks: Deetron                         | Deetron                                         | 9 mars 2018       | !K7359              |
| 63 | DJ-Kicks: Forest Swords                   | Forest Swords (en)                              | 18 mai 2018       | !K7365              |
| 64 | DJ-Kicks: DJ Seinfeld                     | DJ Seinfeld                                     | 13 juillet 2018   | !K7370              |
| 65 | DJ-Kicks: Mount Kimbie                    | Mount Kimbie                                    | 28 septembre 2018 | !K7364              |
| 66 | DJ-Kicks: Robert Hood                     | Robert Hood                                     | 16 novembre 2018  | !K7376              |
| 67 | DJ-Kicks: Leon Vynehall (en)              | Leon Vynehall                                   | 1er février 2019  | !K7377              |
| 68 | DJ-Kicks: Laurel Halo                     | Laurel Halo                                     | 27 mars 2019      | !K7375              |
| 69 | DJ-Kicks: Peggy Gou                       | Peggy Gou                                       | 28 juin 2019      | !K7382              |
| 70 | DJ-Kicks: Kamaal Williams                 | Kamaal Williams                                 | 8 novembre 2019   | !K7388              |
| 71 | DJ-Kicks: Avalon Emerson                  | Avalon Emerson                                  | 18 septembre 2020 | !K7395              |
| 72 | DJ-Kicks: Special Request                 | Special Request                                 | 19 mars 2021      | !K7394              |
| 73 | DJ-Kicks: Jayda G                         | Jayda G                                         | 14 mai 2021       | !K7402              |
| 74 | DJ-Kicks: Disclosure                      | Disclosure                                      | 15 Octobre 2021   | !K7398D             |
| 75 | DJ-Kicks: Jessy Lanza                     | Jessy Lanza                                     | 19 novembre 2021  | !K7407D             |
| 76 | DJ-Kicks: Cinthie                         | Cinthie                                         | 1 avril 2022      | !K7412DX            |
| 77 | DJ-Kicks: Theo Parrish (Detroit Forward), | Theo Parrish                                    | 28 Octobre 2022   | !K7414D             |
| 78 | DJ-Kicks: Elkka                           | Elkka                                           | 26 avril 2023     | !K7424              |
| 79 | DJ-Kicks: HAAi                            | HAAi                                            | 10 novembre 2023  | !K7419              |
| 80 | DJ-Kicks: DJ BORING                       | DJ BORING                                       | 12 juillet 2024   | !K7441              |
| 81 | DJ-Kicks: Honey Dijon                     | Honey Dijon                                     | 10 octobre 2024   | !K7405D             |
| 82 | DJ-Kicks: Steven Julien                   | Steven Julien                                   | 22 novembre 2024  | !K7432D             |
| 83 | DJ-Kicks: Logic1000                       | Logic1000                                       | 28 mars 2025      | !K7426D             |

## Séries similaires
- Back to Mine
- Fabric
- Fabric live
- Late Night Tales
- Solid Steel